# Psittacula himalayana
La cotorra del Himalaya (Psittacula himalayana) es una especie de ave psitaciforme de la familia Psittaculidae que vive en el sur del Himalaya y el Hindu Kush.

## Descripción
La cotorra del Himalaya mide alrededor de 40 cm de largo, de los cuales más de la mitad corresponden a su larga cola. Su plumaje es principalmente de color verde, más claro en el cuello y partes inferiores, salvo su cabeza y su cola. Su cabeza es de color gris oscuro con cierto tono azulado, y presenta la garganta y barbilla negras que se prolongan en una lista que enmarca la cabeza estrechándose hasta la nuca, y la parte posterior del cuello es de tonos turquesa. Las plumas centrales de su cola son azuladas en la parte superior y amarillas en la parte final, como las laterales y las inferiores. Su pico tiene la mandíbula superior de color rojo con la punta amarilla y la inferior amarilla. Los machos presentan una pequeña mancha granate oscuro en las alas, a la altura de los hombros, de la que carecen las hembras. Los inmaduros tienen la cabeza gris pero carecen del marco negro alrededor de su cuello.

## Distribución y hábitat
Se extiende por las montañas desde el extremo este de Afganistán, por el norte de Pakistán y la India, Nepal y Bután. Se encuentra en los bosques mixtos alrededor de los bosques de ribera subtropicales, entre los 200 y 3000 metros de altitud. Realiza migraciones altitudinales descendiendo a finales de octubre a los valles para pasar el invierno.